# Acido eptadecenoico

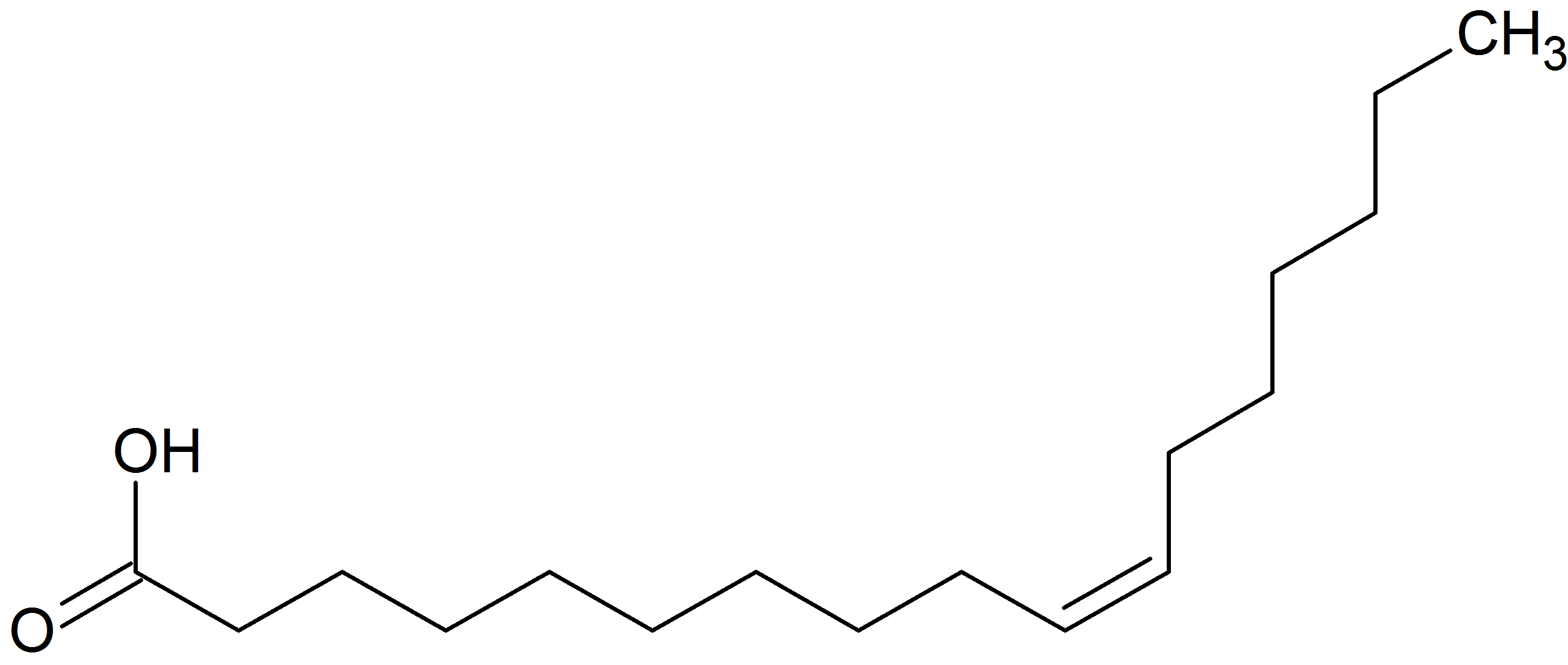
Acido cis-10-eptadecenoico

Gli acidi eptadecenoici, o acidi margaroleici, sono acidi grassi monoinsaturi costituiti da 17 atomi di carbonio ed un doppio legame. In natura sono presenti in molti oli vegetali tra cui l'olio di oliva e l'olio di arachidi. I più comuni presentano l'insaturazione in posizione 9 o 10 e si trovano in configurazione cis; raramente compare in natura anche la forma 11 cis.
Rilevabili come componenti di alcune reazioni biologiche, possono essere rintracciati in concentrazioni normalmente basse, inferiori al 5 per mille, in vari oli vegetali e grassi animali, specie di ruminanti e rientrano tra gli acidi grassi specificati nel Codex Alimentarius.
La forma 9 cis in particolare è nota per la sua capacità antimicotica.